# Abril de 2018
Abril de 2018 é o 4º mês do ano de 2018
- 1 de abril - Terremoto de 6,8 graus que atingiu a Bolívia é sentido em cidades do Brasil. O Distrito Federal, a Avenida Paulista, Santos, Marília, São Carlos, Araxá, Belo Horizonte, Uberlândia, Paraná, Rio Grande do Sul e Santa Catarina sofreram reflexo do abalo sísmico.[1][2]
- 2 de abril - Tiangong 1, primeira estação espacial da China, reentra na atmosfera e cai no Pacífico Sul.
  - astrônomos anunciam Icarus, estrela mais distante já detectada no Universo.
- 7 de abril - Preso Luiz Inácio Lula da Silva, presidente do Brasil entre 2003 e 2011, após condenação por corrupção passiva e lavagem de dinheiro.[3]
- 8 de abril - Coalizão liderada pelo primeiro-ministro Viktor Orbán mantém maioria na Assembleia Nacional da Hungria após eleições parlamentares.
- 11 de abril - Avião Ilyushin Il-76 da força aérea da Argélia cai próximo de Boufarik, causando a morte de 257 pessoas.
- 14 de abril - Estados Unidos, Reino Unido e França lançam múltiplos bombardeios na Síria contra alvos militares do regime de Bashar al-Assad como retaliação a suposto ataque químico na região de Douma.
- 19 de abril - Miguel Díaz-Canel sucede a Raúl Castro como presidente de Cuba.
- 22 de abril - Mario Abdo Benítez eleito presidente do Paraguai.
- 23 de abril - Serj Sargsyan renuncia ao cargo de primeiro-ministro da Armênia após protestos massivos.
- 27 de abril - Após conferência intercoreana na Casa da Paz em Panmunjom, líderes das Coreias do Norte e do Sul concordam em encerrar formalmente a Guerra da Coreia no final deste ano.